# ロヴィーサ (小惑星)
ロヴィーサ (2750 Loviisa) は小惑星帯の小惑星。ユルィヨ・バイサラがトゥルクで発見した。
フィンランド南部の町ロヴィーサに因んで名付けられた。